# 닉 서시
닉 서시(Nick Searcy, 1959년 3월 7일 ~ )는 미국의 배우이다.

## 출연 작품

### 영화
- 러브 필드 (1992)
- 셰이프 오브 워터: 사랑의 모양 (2017) - 호이트 장군 역
- 쓰리 빌보드 (2017) - 몽고메리 신부 역
- 열혈 변호사 (2018) - 솔로몬 역
- 더 베스트 오브 에너미즈 (2019, The Best of Enemies)